# Rumble
Pour la plateforme d'hébergement web, voir Rumble (entreprise).
Rumble est un personnage fictif de l'univers des Transformers.

## Transformers
Dans la série d'origine, Rumble est le partenaire de Soundwave (en) tout comme Frenzy et ses autres partenaires. Il se transforme en mini-cassette que Soundwave utilise pour espionner, il peut aussi enregistrer des sons à partir des cassettes. Rumble se transforme en mini-robot (de couleur violette) qui a la capacité de tirer sur les gens et de changer ses bras pour faire trembler la terre. 